# Eva Cantarella

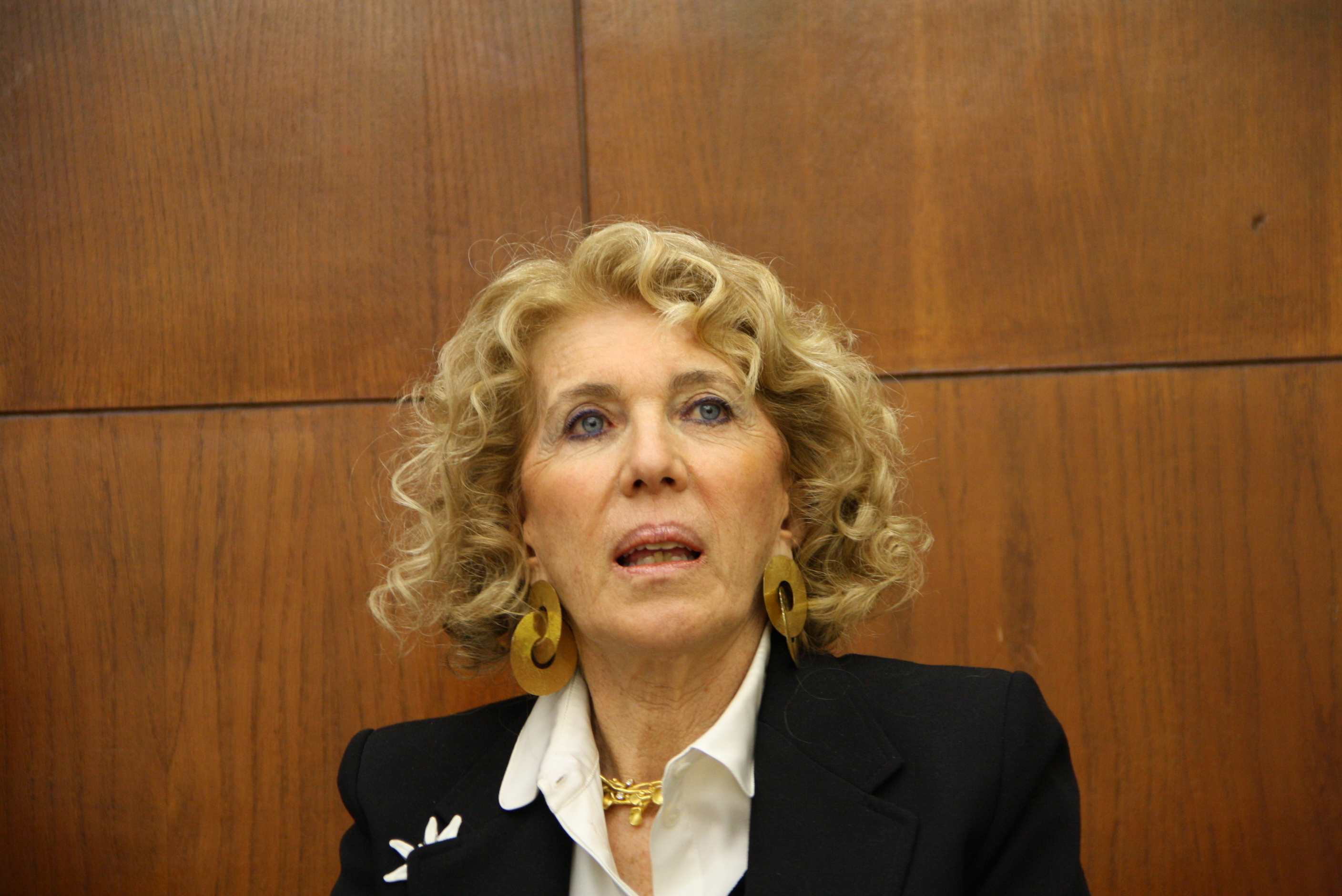
Eva Cantarella

Eva Cantarella (* 1936 in Rom) ist eine italienische Rechtshistorikerin.

## Leben
Eva Cantarella ist die Tochter des Gräzisten und Byzantinisten Raffaele Cantarella (1898–1977).
Nach ihrer Schulzeit studierte Cantarella Geschichte. Cantarella erhielt eine Anstellung an der juristischen Fakultät der Universität Camerino, wo sie Römisches Recht und antikes Griechisches Recht lehrte. Danach wurde sie Hochschullehrerin an der Universität Mailand. In vielen Gastvorträgen war Cantarella an europäischen und US-amerikanischen Universitäten vertreten. An der New York University Law School in New York erhielt sie eine Gastprofessur.
Cantarella schrieb mehrere Bücher, die in verschiedene Sprachen übersetzt wurden. Sie ist Mitherausgeberin der Fachzeitschrift Dike. International Journal of Greek Law sowie im Beirat verschiedener Fachzeitschriften wie Apollo. Bolettino di Musei Provinciali del Salernitano, Dioniso, Crime, histoire et Societés und Revista des estudios latinos.

## Veröffentlichungen (Auswahl)
- Studi sull’omicidio in diritto greco e romano, Mailand, 1976,
- Norma e sanzione in Omero. Contributo alla protostoria del diritto greco, Mailand, 1979
- L’ambiguo malanno. Condizione e immagine della donna nell’antichità greca e romana, Rom, 1981
- Tacita Muta: la donna nella città antica, Rom, 1985
- Secondo natura. La bisessualità nel mondo antico, Rom, 1988
  - englisch Bisexuality in the Ancient World. New Haven, Yale University Press
- I supplizi capitali in Grecia e a Roma, Mailand, 1991
- Diritto greco, Mailand, 1994
- Passato prossimo. Donne romane da Tacita a Sulpicia, Mailand, 1996
- Pompei. I volti dell’amore, Mailand, 1998
- Storia del diritto romano, Mailand, 1999
- mit Luciana Jacobelli: Un giorno a Pompei, Neapel, 1999
- Itaca. Eroi, donne, potere tra vendetta e diritto, 2004
- Istituzioni di diritto romano, Mailand, 2007
- L’amore è un dio, Mailand, 2007
- Ritorno della vendetta. Pena di morte: giustizia o assassinio?, Mailand, 2007
- Dammi mille Baci, Mailand, 2009

## Ehrungen und Auszeichnungen (Auswahl)
- 2002 Großoffizier des Verdienstordens der Italienischen Republik
- 2003 Bagutta Prize